# Müschmühle
Müschmühle ist ein Ortsteil von Allner in der Stadt Hennef (Sieg) im Rhein-Sieg-Kreis in Nordrhein-Westfalen.

## Lage
Der ehemals eigenständige Wohnplatz liegt im Osten von Allner an der Einmündung der Bröl in die Sieg im Naturpark Bergisches Land. Der Ort wird in der Statistik der Stadt Hennef nicht mehr gesondert ausgewiesen.

## Geschichte
1910 gab es in Müschmühle überwiegend Haushalte von Fabriksarbeitern, dazu einige von Handwerkern und Witwen. Alphabetisch gereiht ergab die Zählung: Fabrikarbeiter Johann Domm, Schuster Adolf Dreckmann, Fabrikarbeiter Christian Klein, Witwe Augustin Körfer, Ackerer Adolf Krämer, Fabrikarbeiter Johann Krämer und Tagelöhner Wilhelm Krämer, Schuster Adolf Kraus, Fabrikarbeiter Heinrich Leven, Witwe Heinrich Müller, Ackerin Witwe Heinrich Peters, Fabrikarbeiter Adolf Schneller, Fabrikarbeiter Johann Westerhausen und Ackerer Wilhelm Westerhausen sowie den Schreiner Johann Peter Wirz.
Müschmühle gehörte bis 1956 zur Gemeinde Altenbödingen, danach bis 1969 zur Gemeinde Lauthausen. Im Rahmen der kommunalen Neugliederung des Raumes Bonn kam die Ortschaft Müschmühle zum 1. August 1969 an die damals neu gebildete Gemeinde Hennef (Sieg).